# Bartolomé de la Cueva y Toledo
Bartolomé de la Cueva y Toledo (Cuéllar, 24 de agosto de 1499-Roma, 30 de junio de 1562), cardenal español que estuvo a punto de ser elegido Papa en el cónclave del que salió electo Pío IV. Fue gran protector de la Compañía de Jesús, a la cual estuvo muy vinculado. Tuvo gran amistad con el fundador, San Ignacio de Loyola, y juntos pusieron la primera piedra de la Iglesia del Gesù, primera iglesia de los jesuitas en Roma. 
Estuvo también relacionado con san Francisco de Borja. Fue nombrado cuasi virrey de Nápoles de 1558 a 1559. Falleció en Roma en 1562. 

## Primeros años
Nació en 1499 en el Castillo de Cuéllar, propiedad de su padre, Francisco Fernández de la Cueva, II duque de Alburquerque, y por ello fue hermano de Beltrán de la Cueva y Toledo, III duque, y nieto de Beltrán de la Cueva, I duque y valido de Enrique IV de Castilla. Su madre fue Francisca Álvarez de Toledo, hija de García Álvarez de Toledo, I duque de Alba de Tormes.
Siendo joven, antes de seguir la carrera eclesiástica y recibir órdenes, tuvo un hijo natural llamado Enrique de la Cueva, que ingresó en la Compañía de Jesús y profesó en Oñate; fue inquisidor de Cuenca y catedrático de la Universidad de Salamanca. Se desconoce la fecha en que Bartolomé recibió órdenes, así como gran parte de su biografía hasta ser elevado a cardenal. Se sabe que fue canónigo de la Catedral de Toledo, y que en 1529 formaba parte del séquito de Carlos I, cuando éste embarcó en Barcelona rumbo a Alemania.

## Ascenso a cardenal
En el consistorio secreto de 19 de diciembre de 1544 fue creado cardenal por el Papa Paulo III, junto con otros dos prelados españoles: Francisco de Mendoza (obispo de Coria) y Gaspar de Ávalos (arzobispo de Santiago de Compostela). El 19 de abril de 1546 se le otorgó el título de San Mateo in Merulana, el 4 de diciembre de 1551 el de San Bartolomé in Insula, y finalmente el 29 de mayo de 1555 recibió el de Santa Cruz en Jerusalén (1555), título por el que se le conoció.
Llegó a Roma a principios de 1546, y ya el 19 de febrero fue uno de los 35 cardenales que aprobaron las constituciones del Colegio cardenalicio reformadas por Paulo III. A pesar de no formar parte del Concilio de Trento, estuvo al corriente de todos los detalles de su preparación, junto con los cardenales  Mendoza y Ávalos, pues Carlos I les había pedido que defendiesen sus intereses. Tras la muerte de Paulo III en 1549, participó en el cónclave celebrado desde el 29 de noviembre de dicho año hasta el 8 de febrero de 1550, en el que salió elegido Julio III. En las incidencias de la nueva elección, formó parte del grupo de los imperiales, contrarios a la elección de Julio III; a pesar de ello, el nuevo Papa no sólo no le guardó rencor, sino que tuvo con él muestras de especial deferencia.

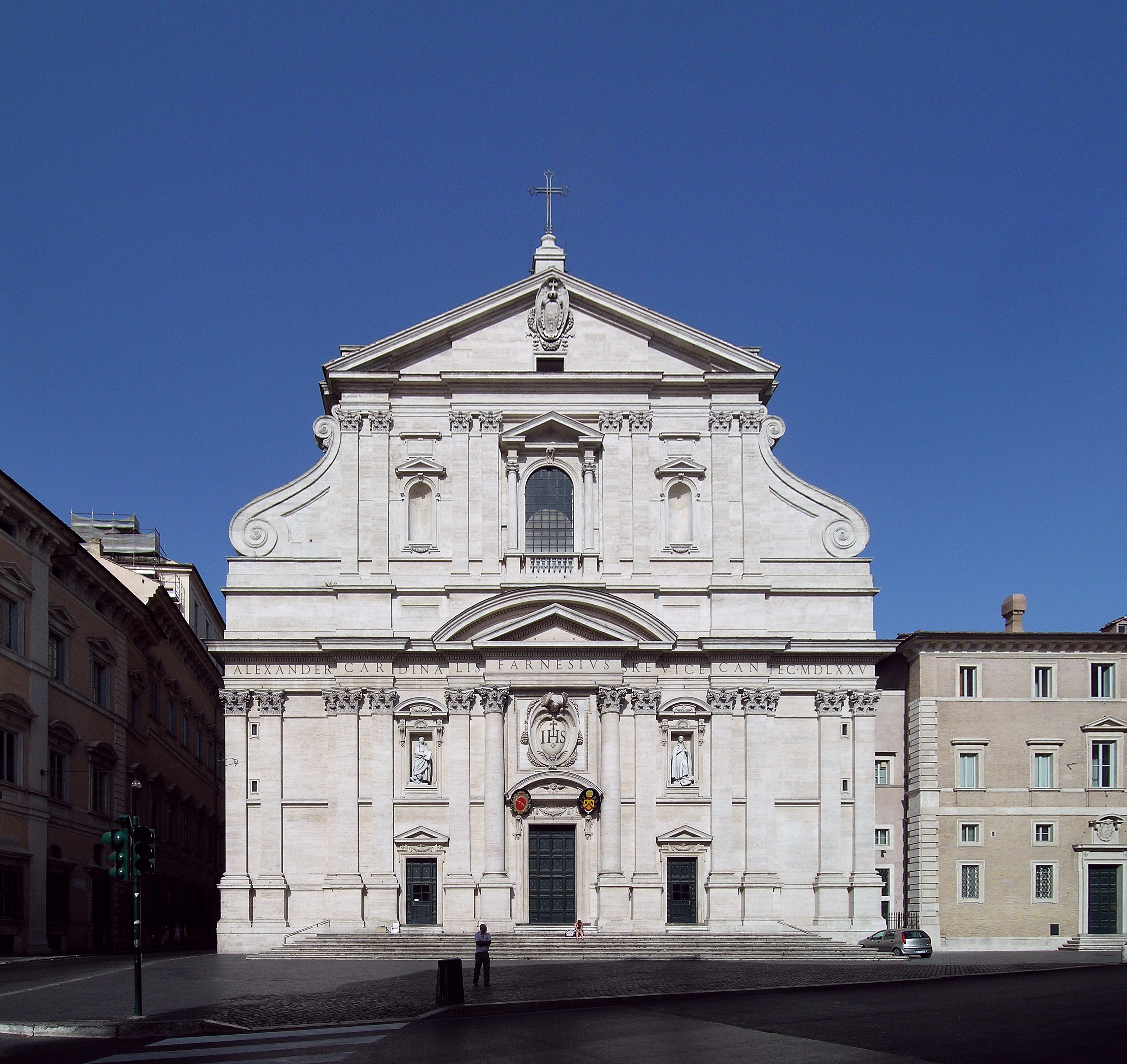
Iglesia del Gesù, cuya construcción fue promovida por el cardenal de la Cueva.

Su buena reputación en asuntos de Derecho, hizo que en 1548 San Ignacio de Loyola lo nombrase juez árbitro para intermediar entre Tívoli y Città Sant'Angelo, que guardaban fuertes diferencias. Su relación con el fundador de la Compañía de Jesús fue muy estrecha, y por iniciativa propia promovió la construcción del primer templo de la compañía en Roma, la iglesia del Gesù. En un primer momento de la Cueva propuso como arquitecto a Miguel Ángel, quien aceptó el encargo, pero a causa de la oposición de algunos nobles italianos que rechazaron esta propuesta, el proyecto lo llevó a cabo Jacopo Vignola. La ceremonia de la colocación de la primera piedra tuvo lugar el 6 de octubre de 1554, y a ella asistieron el cardenal, San Ignacio y el embajador de Portugal, entre otros personajes. Fue invitado a colocar la piedra, pero en primera instancia rechazó el honor que suponía, pues consideró que tal distinción correspondía a San Ignacio, ya que había sido quien había puesto la primera piedra espiritual de la Compañía, y por ello también debía hacerlo con la material; finalmente, ambos colocaron la piedra, y bajo ella dispuso el cardenal dos piedras preciosas de gran valor, pertenecientes a su rico joyero personal.

## Gobierno de Nápoles
El 21 de octubre de 1558 fue enviado para el gobierno de Nápoles, aunque no se sabe exactamente si con el cargo de virrey o simplemente como lugarteniente general, pues los historiadores no se ponen de acuerdo, y aunque aparece citado en las listas de virreyes como tal, en la documentación oficial aparece con el título de lugarteniente, y nunca con el de virrey, como aparece en una carta enviada por Felipe II para comunicarle el Tratado de Chateau-Cambresi el 4 de abril de 1559, en la que se dirige a él como «nuestro muy caro y muy amado amigo y lugarteniente general».
Sobre su mandato apunta Cristóbal Suárez de Figueroa que «gobernó en su tiempo con particular valor y cortesía a satisfacción de todo el reino». Dentro del mismo tomó distintas decisiones dirigidas a proveer de grano la plaza de Paliano para atender las necesidades de la soldada; pidió que se eximiera al reino de Nápoles de pagos, en atención a las dificultades por las que atravesaba y recibió órdenes de recuperar los castillos de Ariana Venosa y Santa Gata. En el campo religioso, por los acontecimientos sucedidos durante su gobierno, celebró los funerales por Carlos I en la Catedral de Nápoles, así como los de María Tudor, fallecida poco después, y dejó el gobierno el 12 de junio de 1559 después de haber publicado solo dos pragmáticas.

## Cónclave de 1559
Una vez cumplido su mandato, Felipe II le envió de regreso a Roma, para que averiguase las intenciones del Papa, que no le inspiraba confianza y estaba gravemente enfermo. Apenas llevaba un mes en la capital italiana cuando falleció el pontífice, por lo que se quedó en la ciudad para desempeñar sus funciones como cardenal y para impedir que fuese elegido ningún enemigo de su Rey, ya que Felipe II le había dado órdenes sobre la manera de actuar cuando llegase el momento.
En la primera votación del cónclave, ocurrida el 11 de septiembre, obtuvo 17 votos, y en la noche del 25 de septiembre estuvo a muy pocos para haber sido elegido sumo pontífice de la Iglesia católica, hecho que finalmente no ocurrió. Cristóbal Suárez de Figueroa afirma que no fue elegido papa «únicamente por ser español y muy celoso de los intereses de España», y narra cómo Girolamo Recanati Capodiferro, cardenal de San Jorge que falleció durante el cónclave, le llamó antes de morir y le pidió perdón por haberle quitado el papado, pues su voto y el de sus amigos habrían sido decisivos. También Antonio de Herrera y Tordesillas recoge hechos similares en su Historia general del Mundo y aporta el mismo argumento, un claro antiespañolismo. El cónclave estuvo marcado por un grave incendio que casi acaba con la vida de los cardenales, de no haber sido por la rapidez mostrada por el cardenal de la Cueva, tal y como afirma Suárez de Figueroa:

A eso de las tres de la madrugada comenzaron a arder las celdas de los cardenales situadas en el edificio de Sixto IV, quedando cinco de ellas total o parcialmente destruidas por las llamas. Casi todos los cardenales tuvieron que desalojar a toda prisa aquel edificio. Y si el cardenal de la Cueva no hubiera exhortado a aquellos y a todos los demás cardenales a apagar el fuego, ya pidiendo escaleras, ya agua, el fuego habría invadido rápidamente todo el cónclave, puesto que todas las celdas estaban hechas con tablas, revestidas de esteras y alfombras, fácilmente combustibles.

Finalmente, fue elegido como sucesor de Paulo IV, el cardenal Giovanni Angelo Medici con el nombre de Pío IV.

## Etapa final

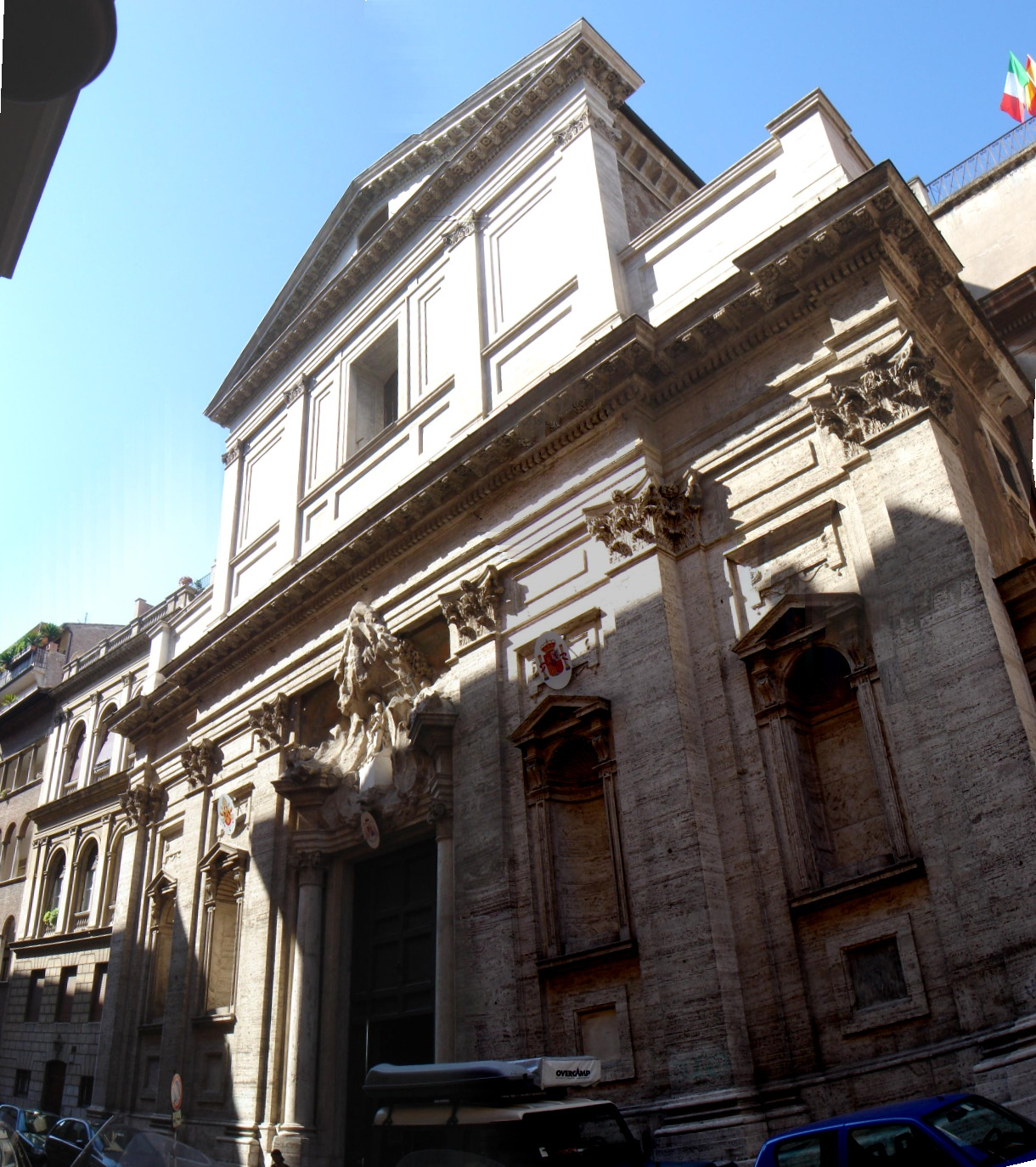
Iglesia de Santiago de los Españoles (Roma), primer lugar de enterramiento.

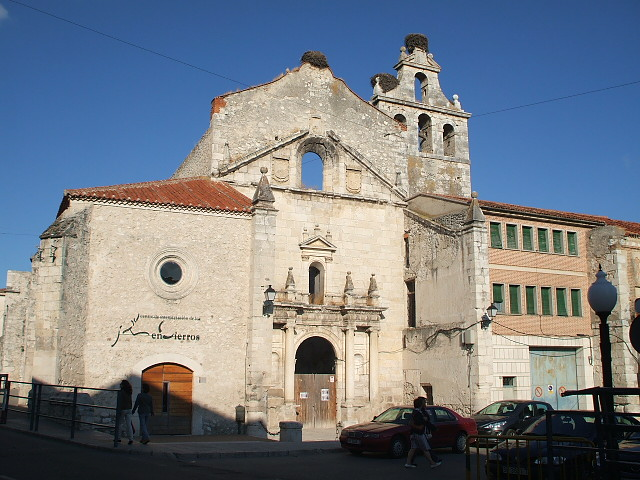
Monasterio de San Francisco (Cuéllar), panteón del ducado de Alburquerque.

El 13 de septiembre de 1560 fue nombrado arzobispo de Manfredonia, y el mismo año aparece en Roma interviniendo en el juicio contra el cardenal Carlo Carafa, en el que fue nombrado velador para observar los principios jurídicos, y se mostró contrario a la aplicación de torturas para obtener declaraciones. Aconsejó al cardenal que se declarase culpable de los delitos que se le imputaban, por considerar que eran verdaderos, pero no pudo evitar su triste final.
Después de formar parte de la comisión para la reforma de las costumbres cristianas, testó en Roma estando enfermo de gota el 8 de enero de 1562, revocando un testamento anterior en el que mandaba ser enterrado en la iglesia de Santiago de los Españoles. En este nuevo testamento mandó ser enterrado en el panteón familiar del ducado de Alburquerque, en el monasterio de San Francisco de Cuéllar y legó los bienes de su capilla personal a la Basílica de la Santa Cruz de Jerusalén de Roma. Nombró ejecutor del mismo a San Francisco de Borja, instituyó por su heredero universal a su sobrino, Francisco Fernández de la Cueva, IV duque de Alburquerque, y fundó diversas memorias en Cuéllar: en el hospital de la Magdalena, en la iglesia San Martín, donde había sido bautizado, y en los monasterios de Santa Clara y San Francisco. También dotó otra capellanía en Ledesma, villa propiedad de la familia.
Falleció en su residencia de Roma, el Palacio Madama, el 30 de junio de 1562. Fue enterrado primeramente en la iglesia de Santiago de los Españoles, y más tarde sus restos fueron trasladados al monasterio de San Francisco de Cuéllar, donde se encontraban en 1622, en la capilla mayor a la parte del crucero y junto al mausoleo de Gutierre de la Cueva, en una caja puesta en la pared de la misma, levantados del suelo más de cuatro varas, cubiertos de un palio de terciopelo carmesí sustentado de unos leones sobre sus brazos con su capelo encima. Tras la exclaustración de San Francisco, sus restos fueron depositados junto con los de su familia en el monasterio de Santa Clara de la misma ciudad, donde yacen en la actualidad. Sus lápidas mostraron las siguientes inscripciones:

Epitafio de Santiago de los Españoles
D. O. M. BARTHOLOMÆVS CVEVA AB ILLVSTRISSIMIS
 DVCIBVS DE ALBVQVERQVE ORTVS
SANCTÆ CRVCIS IN HIERVSALEM PRESB. CARD.
HVNC LOCVM SIBI AD IPSA TEMPLI LIMINA OPTAVIT
DOMINVS PROPITIVS ESTO MIHI PECCATORI
VIXIT ANNOS LXII MENS X DIES VI
OBIIT ANNO SALVTIS MDLXII PRIDIE KAL. IVLII.
Epitafio de San Francisco
AQVI YACE EL EMINENTISIMO Y
REVERENDISIMO SEÑOR DON
BARTOLOME DE LA CVEVA,
CARDENAL DE SANTA CRVZ
DE JERVSALEM EN ROMA.
MVRIO AÑO DE 1562.

| Predecesor: Juan Manrique de Lara | Virrey de Nápoles 21 de octubre de 1558 - 12 de junio de 1559 | Sucesor: Per Afán Enríquez de Ribera |